# 圣阿加特
圣阿加特（法語：Sainte-Agathe，法語發音：[sɛ̃t aɡat]）是法国多姆山省的一个市镇，位于该省东部偏北，属于蒂耶尔区。

## 地理
圣阿加特（45°49'19"N, 3°36'46"E）面积18.31 平方千米，位于法国奥弗涅-罗讷-阿尔卑斯大区多姆山省，该省份为法国中南部省份，北起阿列省接壤，东临卢瓦尔省，南至上盧瓦爾省和康塔爾省，西接科雷兹省和克勒兹省。
与圣阿加特接壤的市镇（或旧市镇、城区）包括：迪罗勒河畔塞勒、埃斯库图、维斯孔塔、沃洛尔蒙塔涅、沃洛尔城。

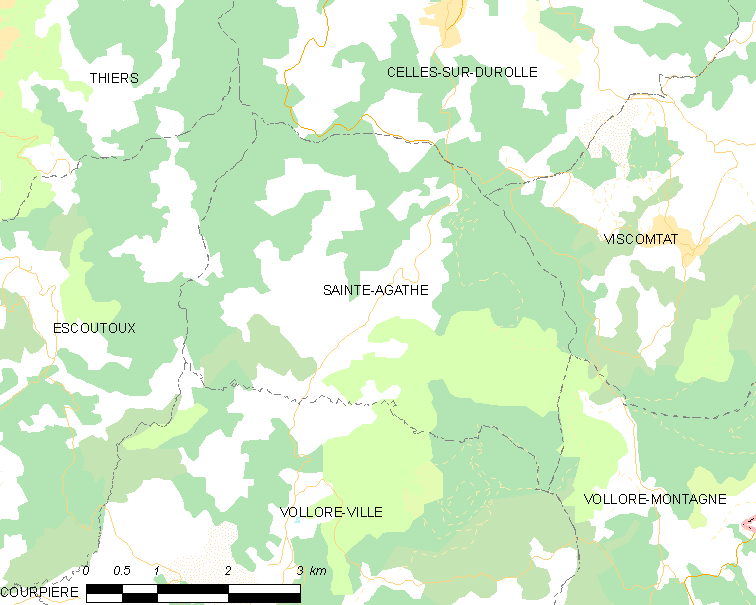
圣阿加特的OSM定位图

圣阿加特的时区为UTC+01:00、UTC+02:00（夏令时）。

## 行政
圣阿加特的邮政编码为63120，INSEE市镇编码为63310。

## 政治
圣阿加特所属的省级选区为蒂耶尔县。

## 人口

1962-2008年间圣阿加特人口变化图示

圣阿加特于2022年1月1日时的人口数量为171人。